# Down Through the Ages
Down Through the Ages è un cortometraggio muto del 1912 diretto da Sidney Olcott.

## Trama
Due turisti americani che visitano a Luxor il tempio di Karnak vengono trasportati indietro nel tempo, ritrovandosi a vivere al tempo dei faraoni.

## Produzione
Il film fu prodotto dalla Kalem Company. Venne girato a Luxor, in Egitto.

## Distribuzione
Distribuito dalla General Film Company, il film - un cortometraggio di una bobina - uscì nelle sale cinematografiche statunitensi il 4 settembre 1912.